# International Accounting Standards Board
De International Accounting Standards Board (IASB) is een onafhankelijk internationaal orgaan belast met het opzetten van standaarden voor het opzetten van jaarverslagen en jaarrekeningen. De IASB is in Londen gevestigd en is de opvolger van de Board van het International Accounting Standards Committee (IASC). Het IASC heeft bestaan van 1973 tot 2001. 

## Structuur
In 2001 is de huidige structuur opgezet. Er is een overkoepelende stichting opgezet, gevestigd in Delaware (V.S.), die er voor moet zorgen dat de IASB onafhankelijk zijn werk kan doen. De  Trustees (stichtingsbestuur) van de IASC Foundation benoemen de leden van de IASB en van de twee belangrijkste adviserende commissies: de Standards Advisory Council en de International Financial Reporting Interpretations Committee (IFRIC).  De trustees hebben ook de verantwoordelijkheid voor het beheer van de stichting, voor het zorgen voor de middelen.
De originele trustees waren de 19 leden van het IASC–bestuur. Bij vertrek van een van de leden wordt de plek opgevuld door coöptatie. Er zijn wel een aantal randvoorwaarden geformuleerd, bijvoorbeeld dat nieuwe leden op voordracht van de International Federation of Accountants (IFAC) benoemd worden en dat een vaste geografische verdeelsleutel gehanteerd wordt.

## Ontstaan
De IASB is ontstaan uit de IASC. Belangrijkste beweegreden voor het opzetten van deze vorm was het garanderen van de onafhankelijkheid van de IASB. De IASB is verantwoordelijk voor het opzetten en beheren van de internationale standaarden voor financiële verslaglegging: International Accounting Standards (IAS) en International Financial Reporting Standards (IFRS).
De IASB is samengesteld op basis van capaciteit: de 14 leden van de IASB zijn experts op het gebied van de financiële verslaglegging. En niet alleen van de accountantsfirma’s, maar ook van de kant van bedrijven die de jaarverslagen moeten maken en van bijvoorbeeld de overheden die de jaarverslagen gebruiken. IASB-leden worden benoemd voor een periode van 5 jaar (met mogelijk één verlenging van de termijn) en zijn betaalde krachten die zich fulltime met de IASB-taken bezighouden.

## Commissies

### International Financial Reporting Interpretations Committee (IFRIC)
Doel van deze commissie is om de IASB te adviseren. De IFRIC brengt die adviezen uit, rapporten waarin aangegeven is hoe met de IAS-standaarden omgegaan moet worden, hoe bepaalde zaken geïnterpreteerd moeten worden. Daarnaast moet de IFRIC een actieve rol spelen in het uniformeren van de internationale standaarden met nationale standaarden en eisen. De IFRIC publiceert haar bevindingen en voordat ze definitief worden is er altijd nog ruimte voor commentaar.

### Standards Advisory Council
De Standards Advisory Council (SAC) is een commissie die de IASB adviseert omtrent de standaarden. De SAC is zeer divers samengesteld, allerlei geledingen die belang hebben bij de inhoud van de financiële verslaglegging kunnen hierin deelnemen. Het is het discussieplatform waar de meningen gevormd worden die uiteindelijk tot standaarden moeten leiden.